# Christian Blanc

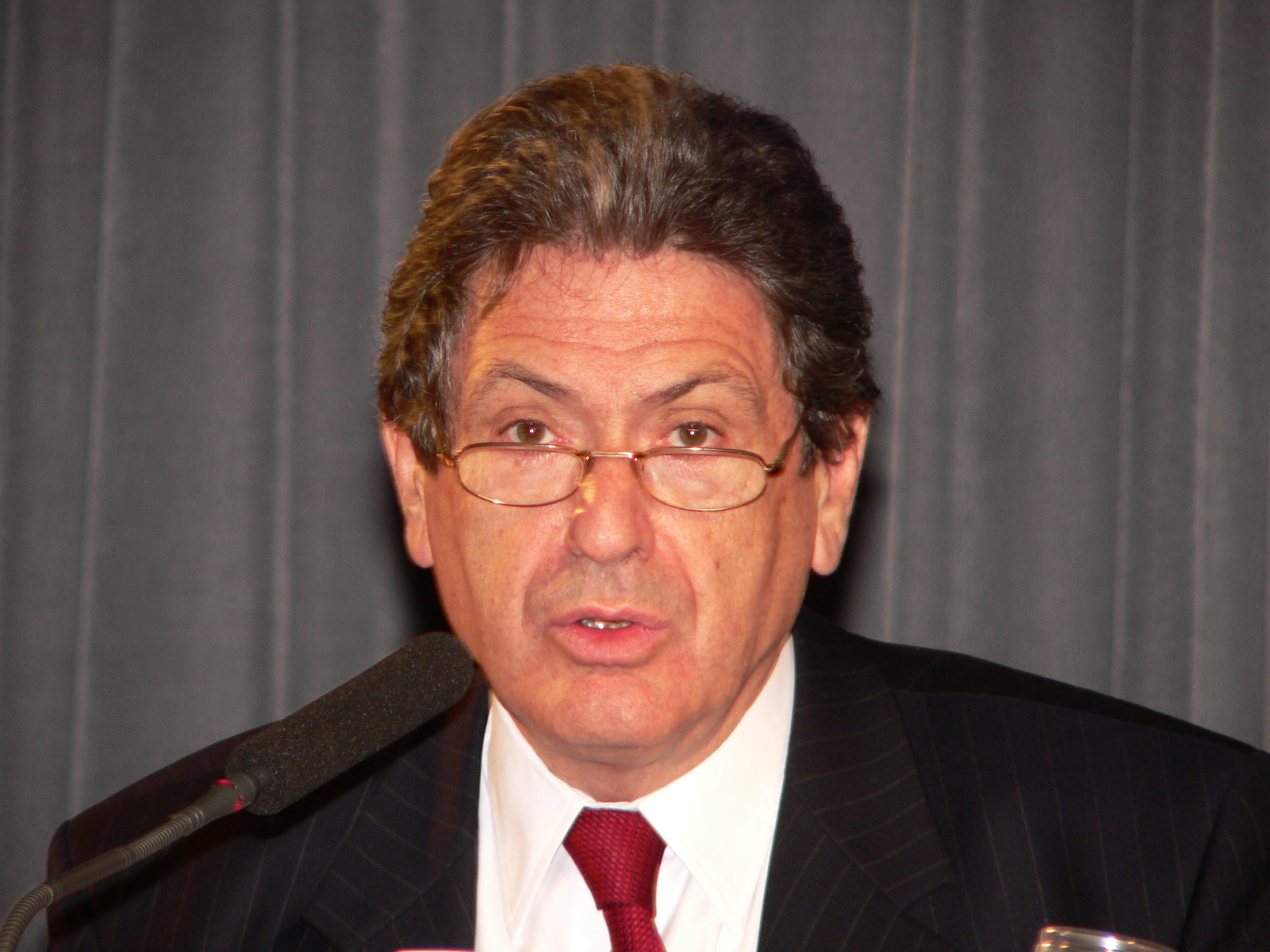
Christian Blanc (2007)

Christian Blanc (* 17. Mai 1942 in Talence (Département Gironde)) ist ein französischer Manager und Politiker.
Blanc arbeitete zunächst einige Jahre im öffentlichen Dienst, unter anderem als Präfekt, bevor er in die Wirtschaft wechselte und  die RATP, Air France und die französische Filiale von Merrill Lynch führte. Anschließend wechselte er in die Politik und wurde 2002 in die Nationalversammlung gewählt. Nicolas Sarkozy ernannte ihn 2008 zum Staatssekretär für die Entwicklung der Hauptstadtregion. Von diesem Posten trat Blanc 2010 zurück, nachdem bekannt geworden war, dass für sein Büro Zigarren auf Staatskosten beschafft worden waren.

## Werdegang

### Kindheit, Jugend und Studium
Christian Blanc wurde am 17. Mai 1942 in Talence geboren. Sein Vater war Marcel Blanc, Mitglied der Résistance, Hochgradmauer, erster Stellvertreter des Bürgermeisters von Bordeaux nach der Befreiung und Händler exotischer Früchte. Christian Blanc ging in Bordeaux zur Schule und besuchte dort das Lycée Montesquieu, bevor er sich am Institut d’études politiques de Bordeaux einschrieb. Während seines Studiums engagierte er sich in der Union nationale des étudiants de France (Französisch: Nationale Union der Studenten Frankreichs) und spielte in dieser gemeinsam mit Michel Rocard eine wichtige Rolle. Gegen Ende seiner Studienzeit, von 1964 bis 1965, wurde er zum Vorsitzenden der Mutuelle nationale des étudiants de France (Französische Krankenversicherung der Studenten). Zu dieser Zeit war Blanc politisch links und träumt von der Revolution, im Sommer 1967 reiste er gemeinsam mit Marc Kravetz, später Redakteur bei Libération, nach Kuba.

### Im Öffentlichen Dienst
Sein Arbeitsleben begann Blanc als Fonctionnaire. Er arbeitete zunächst bei der Caisse des Dépôts, dann im Ministerium für Jugend und Sport. Im September 1974 trat er in die Parti Socialiste ein und organisierte dort unter anderem den Vorwahlkampf von Michel Rocard, der dann allerdings zugunsten von François Mitterrand auf eine Kandidatur für das Amt des Präsidenten verzichtete.
Von 1981 bis 1983 war er Kabinettsdirektor des Europakommissars Edgard Pisani, bevor er zum Präfekten des Départements  Hautes-Pyrénées ernannt wurde. Anschließend folgte er wieder Pisani, diesmal nach Neukaledonien, wo er als Generalsekretär amtierte. 1985 kehrte er für drei Jahre nach Frankreich zurück, wo er zum Präfekten des Départements Seine-et-Marne ernannt wurde.
Er kehrte 1988 als Chef einer von der französischen Regierung entsandten „Dialogmission“ nach Neukaledonien zurück, die dazu beitragen sollte, eine Lösung für den politischen Konflikt um die Unabhängigkeit zu finden, der die Insel erschütterte. In den Verhandlungen entstand das Matignon-Abkommen, das Neukaledonien mehr Autonomie gewährte und im November 1988 in einem Referendum angenommen wurde.

### Karriere in der Wirtschaft
Nach seiner Rückkehr nach Frankreich wurde Christian Blanc für drei Jahre Präsident der RATP. Er trat 1992 von diesem Posten zurück, nachdem die Regierung von Pierre Bérégovoy ihn nicht dabei unterstützte, in dem Unternehmen den Minimaldienst (service minimum) einzuführen, der auch bei Streiks einen Teil der Belegschaft zur Arbeit verpflichtet hätte. Während seiner Präsidentschaft fiel die Entscheidung zum Bau der Metrolinie 14.
Blanc wurde 1993, während einer schweren Krise des Unternehmens, PDG von Air France. Er setzte dort einen Rettungsplan durch, der in einer Abstimmung der Beschäftigten angenommen wurde und zur Sanierung des Unternehmens beitrug. Er trat 1997 zurück, da der Verkehrsminister, Jean-Claude Gayssot, Blancs Privatisierungspläne nicht befürwortete.
Nachdem Jacques Chirac in bei Rafik Hariri empfohlen hatte, wurde Blanc von 1998 bis 1999 Berater bei der libanesischen Fluglinie Middle East Airlines.
Anschließend arbeitete er als Treuhänder für die gemeinnützige Action contre la faim (Handeln gegen den Hunger) und als Präsident zweier Start-Ups, Skygate et Harmonie.
Von 200 bis 2002 arbeitete er als Präsident von Merrill Lynch France. Im Rahmen seiner Tätigkeit hielt er sich am 11. September 2001 im World Trade Center in New York auf, war zum Zeitpunkt der Attentate jedoch gerade außerhalb des Gebäudes, um eine Zigarre zu rauchen.

### Politische Karriere

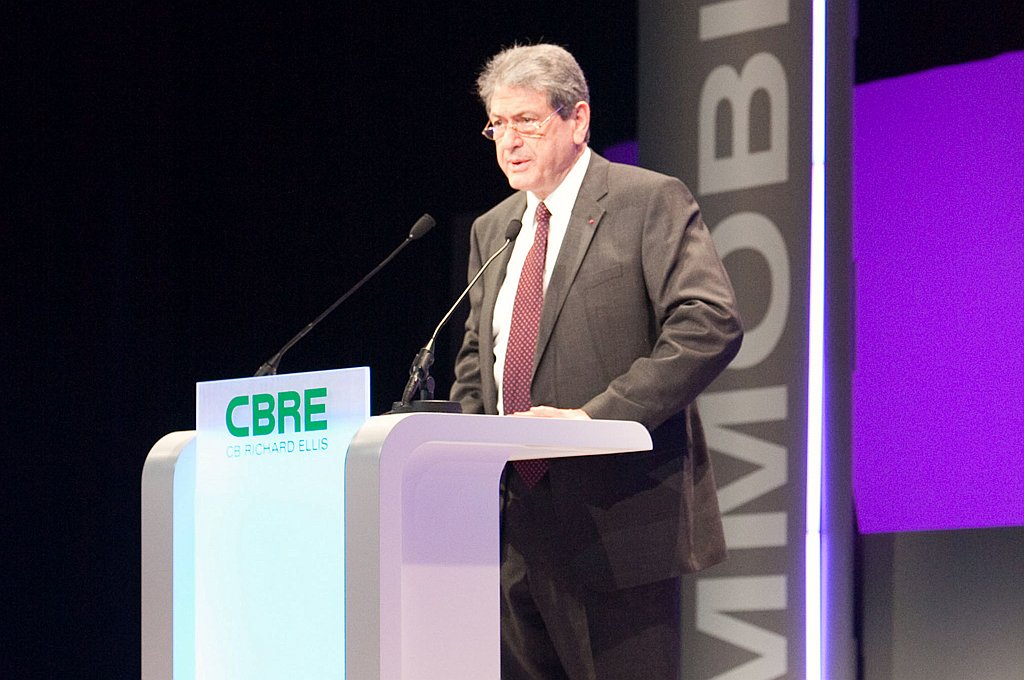
Christian Blanc.

Seine ersten politischen Erfahrungen sammelte Blanc in den 1970ern in der PS. Dort arbeitete er vor allem für Michel Rocard und trug so zu dessen Wahl zum Bürgermeister von Conflans-Sainte-Honorine bei. In einem ihrer Bücher über die Fünfte Republik berichtet die Journalistin Michèle Cotta, Blanc habe vor Journalisten laut über ein Zerwürfnis zwischen Rocard und dem ersten Sekretär der PS François Mitterrand nachgedacht.
Bei den Parlamentswahlen 2002 bewarb sich Christian Blanc als Kandidat der Liste Énergies democrates (Demokratische Energien) im 3. Wahlkreis von Paris um einen Sitz in der Nationalversammlung. Er erhielt 9,63 % der Stimmen. Sechs Monate später trat Christian Blanc bei einer Nachwahl zur Nationalversammlung im 3. Wahlkreis des Départements Yvelines, die nach dem Rücktritt von Anne-Marie Idrac nötig geworden war, erneut an. Er wurde im ersten Wahlgang gewählt und schloss sich der Fraktion der UDF an.
Der Premierminister Jean-Pierre Raffarin beauftragte Blanc 2003 mit einer Untersuchung zur wirtschaftlichen Entwicklung. Sechs Monate später stellte Blanc seinen Bericht Pour un écosystème de la croissance (Für ein Ökosystem des Wachstums) vor, indem er eine Reform der Hochschul- und Forschungslandschaft sowie die Schaffung von pôles de compétitivité (Wettbewerfähigkeitsspolen) vorschlug. Diese Pole sollten dank staatlicher Subventionen und besonderer Steuerregelungen in wirtschaftliche defavorisierten Regionen die Wettbewerbsfähigkeiten stärken und die Forschung in öffentlichen Einrichtungen und Unternehmen verbinden. Die Regierung beauftragte daraufhin weitere Studien zu solchen Polen und schuf 2004 die gesetzlichen Grundlagen für diese.
Blanc rief 2006 Jacques Chirac zum Rücktritt auf, um „16 Monate des Abwartens“ und Nichtstuns bis zur nächsten Präsidentschaftswahl zu vermeiden. Im selben Jahr gründete er mit Alain Lambert (UMP) und Jean-Marie Bockel (PS) ein „Aktionskomitee für die Modernisierung Frankreichs“ (« comité d’action pour la modernisation de la France »), das für eine „umfassende und kohärente“ Modernisierung der französischen Wirtschaft und Gesellschaft eintrat und die „Gefahren der Verschuldung“ die Notwendigkeit des Wachstums betonte. Er war Mitglied der Commission Pébereau, einer Kommission unter dem Vorsitz von Michel Pébereau, die sich mit den französischen Staatsschulden beschäftigte und diese auf 2 Billionen Euro bezifferte. Von 2002 bis 2007 war Blanc außerdem Präsident von Énergies démocrates  und Gründer von Énergies 2007, politischen Gruppierungen, die für eine Reform des Staats und eine stärkere europäische Einigung eintraten.
Blanc unterstützte Nicolas Sarkozy bei den Präsidentschaftswahlen 2007. Kurz vor den Parlamentswahlen desselben Jahres trat er der Parti social libéral européen (Europäische sozialliberale Partei), der späteren Nouveau Centre (Neue Mitte), bei. Bei den Wahlen wurde er, mit Unterstützung der UMP, im ersten Wahlgang wiedergewählt.
Blanc wurde zum Vizepräsidenten der Nouveau Centre gewählt und trat für diese bei den Kommunalwahlen 2008 in Le Chesnay gegen den Amtsinhaber Philippe Brillault an. Seine Liste erzielte bei 36,28 % der Stimmen und lag damit hinter der von Brillault.

#### Staatssekretär für die Entwicklung der Hauptstadtregion und die „Zigarren-Affäre“
Am 18. März 2008 wurde Christian Blanc zum Staatssekretär für die Entwicklung der Hauptstadtregion ernannt und gab sein Abgeordnetenmandat daraufhin auf; ihm folgte seine Vertreterin Colette Le Moal. Als Staatssekretär war er für das Projekt Grand Paris zuständig, dass die Stadt Paris enger mit ihren Vororten verknüpfen soll. Zu den Planungen gehört unter anderem Grand Paris Express, ein automatisches Metronetz, und eine Reform der Verwaltungsstruktur.
Im Juni 2010 machte der Canard enchaîné publik, dass die Finanzverwaltung Blanc einer Steuerprüfung unterziehe, da sie die Korrektheit dessen Steuererklärungen aus den Jahren 2004 bis 2009 teilweise anzweifle. Kurze Zeit später deckte die satirische Wochenzeitung auf, dass Blanc Zigarren im Wert von 12.000 Euro auf Kosten des Ministeriums beschafft habe, die Meldung wird von der AFP aufgenommen und findet breiten Widerhall in den Medien. Blanc gab an, von den Zigarrenkäufen nichts gewusst zu haben und beschuldigte seinen ehemaligen Büroleiter Guillaume Jublot, die Informationen an den Canard enchaîné weitergegeben zu haben. Noch vor der Veröffentlichung des Artikels erfuhr Blanc von diesem und erstattete dem Staat zunächst 3500 Euro, nach seinem Ermessen der Wert der Zigarren, die er selbst konsumiert hatte. Auf Anraten von François Fillon erstattete er schließlich die gesamte Summe von 12.000 Euro. Aufgrund dieser Affäre geriet Blanc auch innerhalb der Regierung unter Druck. Auf direkte Aufforderung von Sarkozy und Fillon trat er schließlich, gemeinsam mit dem Staatssekretär für Kooperation und die Francophonie Alain Joyandet, am 4. Juli 2010 zurück. Die Opposition und Teile der Medien bezeichneten die Rücktritte als Bauernopfer, um nach der Bettencourt-Affäre Druck von der Regierung zu nehmen. Die Amtsgeschäfte von Blanc wurden vom Minister für den ländlichen Raum Michel Mercier übernommen.
Einen Monat nach seinem Ausscheiden aus der Regierung, am 5. August 2010, wurde Blanc automatisch wieder zum Abgeordneten in der Nationalversammlung. Bei den Wahlen 2012 kandidierte er nicht erneut.

## Schriften
- Le grand Paris du XXIe siècle, Le Cherche midi, 2010
- La Croissance ou le chaos, Éditions Odile Jacob, 2006
- Pour un écosystème de la croissance (rapport remis au Premier ministre), 2004
- Le Lièvre et la tortue (mit Thierry Breton), Plon, 1994
- Pour un État stratège garant de l'intérêt général (Rapport de la Commission du Plan, La Documentation Française), 1993